# بوبا فت
بوبا فت یک شخصیت خیالی در مجموعه جنگ ستارگان است.  او برای اولین بار در فیلم ویژه تعطیلات جنگ ستارگان (1978) ظاهر شد، جایی که دان فرانک صداپیشگی او را بر عهده داشت، او یک شکارچی و جایزه بگیر فضل زره پوش است که جنس زره ان از فولاد بسکار طراحی شده. همچنین او که هم در سه گانه اصلی و هم در سه گانه پیش درامد حضور دارد.  در سه گانه اصلی، این شخصیت یک آنتاگونیست مکمل است و عمدتاً توسط جرمی بولوخ به تصویر کشیده شده و جیسون وینگرین صداپیشگی آن را بر عهده داشته است.  فت که به خاطر رفتار کم حرف و هرگز کلاه خود را برنمی‌دارد، در هر دو «امپراتوری واکنش نشان می‌دهد» (1980) که توسط امپراتوری کهکشانی کار می‌کند و «بازگشت جدای» (1983) ظاهر می‌شود که به ارباب جنایتکار جابا هات خدمت می‌کند.  در حالی که ظاهراً در «بازگشت جدای» پس از افتادن در سارلاک کشته شد، از آن زمان در مجموعه رسانه‌ای «جنگ ستارگان» پس از فیلم ظاهر شد و زنده ماندنش را تأیید کرد چنانچه زره تن او از جنس فولاد بسکار بود از آن در شکم سارلاک در برابر اسید های کشنده محافظت کرده و او زنده ماند و دنباله این وقایع در سریال کتاب بوبا فت به تصویر کشیده شد. در سه گانه پیش درامد یک بوبای پیش از نوجوانی توسط دانیل لوگان در فیلم حمله کلون ها (2002) به تصویر کشیده شده است، که منشأ شخصیت را به عنوان کلون ژنتیکی و پسرخوانده جانگو فت، که همچنین یک شکارچی فضل معروف است، نشان می دهد.  مجموعه انیمیشن The Bad Batch نشان می‌دهد که بوبا به دنیا آمده آلفا است و یک خواهر دوقلو بیولوژیکی به نام امگا دارد.

## زندگی نامه ی جزئی
بوبا فت در ۳۲ پیش از نبرد یاوین به دنیا آمد.ده سال بعد،پدرش جانگو فت در جنگ جئنوسیس جلوی چشم افراد جدایی طلبان و خودش، توسط میس ویندو(استاد جدای) کشته شد.
با شروع جنگ های کلون،او به یک شکارچی جایزه بگیر تبدیل شد و با همتایان خود رقابت می کرد.در پایان جنگ کلون ها که پاکسازی جدای ها انجام شد،و همچنین امپراتوری کهکشانی تشکیل شد،او به امپراتوری وفادار گشت و بیست و دو سال بعد از تشکیل امپراتوری،یعنی سه سال بعد از نبرد یاوین،برای دارث ویدر خدمت می کرد و هدفش،گرفتن لوک اسکای واکر بود .

یک سال بعد،در مبارزه ای در برابر لوک اسکای واکر،هان سولو و لیا،به درون گودال سارلاک پرت شد اما به لطف زره اش زنده ماند.
البته در فصل دوم ، قسمت اول سریال مندلورین ،شخصی ناشناس حضور داشت که احتمال می رود که او،بوبا فت باشد.

## حضور
- امپراتوری ضربه می زند(1980)

به عنوان مزدوری برای دارث ویدر کار می کرد. 
- بازگشت جدای(1983)

او، به دنبال کشتن لوک اسکای واکر بود، اما در دهان موجودی به نام سارلاک افتاد و بلعیده شد. 
- حمله کلون ها(2002)

پسربچه‌ای 10 ساله که شاهد مرگ پدرش بود و قسم خورد تا زمانی که زنده است، انتقام پدرش جانگو فت را بگیرد. او، به جدایی طلبان ملحق شد.
- جنگ کلون ها(2008)

به عنوان یک شکارچی جایزه بگیر ماهر ظاهر شد. 
- مندلورین(2020)

بوبا فت در فصل دوم اپیزود ۶ سریال مندلورین به همراه فنیک یک شکارچی حاضر می‌شود و پس از پس گرفتن زرهش و نبرد با سربازان امپراتوری با دین جارین(معروف به مندو) همکاری می‌کند. 